# キング・コング (1933年の映画)
『キング・コング』（英語：King Kong）は、1933年のアメリカ合衆国プレコード期のモンスター・アドベンチャー・恋愛映画。
メリアン・C・クーパー、アーネスト・B・シュードサックが監督・プロデューサーを務め、脚本はクーパーとエドガー・ウォーレスのアイディアを基にジェームズ・アシュモア・クリールマンとルース・ローズが手掛けている。主演はフェイ・レイ、ロバート・アームストロング、ブルース・キャボットで、巨大な猿の怪物キングコングが登場する。キングコングはウィリス・オブライエンのストップモーション・アニメーションで作られ、映画音楽はマックス・スタイナーが手掛けている。
1933年3月2日にニューヨークで公開されて以降高い評価を得ており、Rotten Tomatoesが選ぶ「史上最高のホラー映画」、「史上最高とされる映画」の第56位に選ばれた。1991年にはアメリカ議会図書館によって「文化的・歴史的・芸術的にきわめて高い価値を持つ」と判断されてアメリカ国立フィルム登録簿に登録されている。『キング・コング』のヒットを受けて続編『コングの復讐』が製作され、1976年と2005年にはリメイク版が製作された。

## ストーリー
映画監督のカール・デナムは、最新作の撮影のため顔見知りのエングルホーン船長の船に乗り込むが、撮影内容も目的地も不明のため女優を雇うことができずにいた。デナムはニューヨークの街中に女優を探しに向かい、仕事を求めていたアン・ダロウと出会い、主演女優に抜擢する。アンを迎えたデナムはニューヨークを出港し、地図に載っていない孤島「謎の島」に向かう。その航海の中で、アンは船員のジャック・ドリスコルと親密な関係になる。
謎の島に到着したデナムたちは島に上陸し、そこで原住民が島に住むコングに捧げる生贄の儀式を行っている姿を目撃する。原住民はアンを見付けると、「彼女をコングの生贄として譲って欲しい」と要求するが、ジャックは要求を拒否し、デナムたちは船に戻る。その夜、原住民たちは船に忍び込みアンを連れ去る。アンがいないことに気付いたジャックとデナムは船員たちを連れて島に戻り、アンを取り戻そうとする。
生贄にされたアンはコングに捕まり森の中に消え、ジャックたちはコングの足跡を頼りに彼女を探す。途中、ジャックたちは太古の恐竜に襲われ、さらにコングにも襲われ、捜索隊はジャックとデナムを残して全滅してしまう。ジャックはデナムに原住民の村へ戻るように伝え、一人でコングの後を追う。島の頂上に着いたジャックは、コングが恐竜との格闘に気を向けている隙にアンを助け出し、原住民の村に戻る。ジャックとエングルホーンは島から脱出しようとするが、デナムはコングをニューヨークに連れ帰り興行にかけようと計画する。そこに怒り狂ったコングが現れ、原住民の村を破壊する。デナムは船に積んでいた爆弾を使いコングを捕まえ、ニューヨークに連れ帰ることに成功する。
コングの興行初日、劇場は満席となりデナム、ジャック、アンの三人は記者に囲まれ上機嫌になっていた。しかし、記者たちがフラッシュをたいたため、興奮したコングは鎖を引き千切り暴れ出す。ジャックとアンはホテルに逃げ込むが、コングに見付かりアンが連れ去られてしまう。コングはアンを連れてエンパイア・ステート・ビルに登り始め、ジャックとデナムは警察に駆け込み、飛行機を飛ばしてコングを攻撃するように提案する。警察は飛行機を飛ばしてコングを銃撃し、コングはビルから墜落し息絶える。ビルの天辺に取り残されたアンはジャックに助け出され、コングの死体を見たデナムは側にいた警官に「彼女の美貌が野獣を仕留めた」と呟く。

## キャスト
| 役名                 | 俳優                       | 日本語吹き替え | 日本語吹き替え | 日本語吹き替え |
| 役名                 | 俳優                       | NHK版          | フジテレビ版   | TBS版          |
| -------------------- | -------------------------- | -------------- | -------------- | -------------- |
| アン・ダロウ         | フェイ・レイ               | 新道乃里子     | 公卿圭子       | 高島雅羅       |
| カール・デナム       | ロバート・アームストロング | 川久保潔       |                | 小林修         |
| ジャック・ドリスコル | ブルース・キャボット       | 川合伸旺       | 市川治         | 津嘉山正種     |
| エングルホーン船長   | フランク・ライヒャー       | 梶哲也         | 北村弘一       | 宮内幸平       |
| ウエストン           | サム・ハーディー           |                | 加藤精三       | 中川謙二       |
| 先住民のチーフ       | ノーブル・ジョンソン       |                |                |                |
| チャーリー           | ヴィクター・ウォン         |                |                |                |

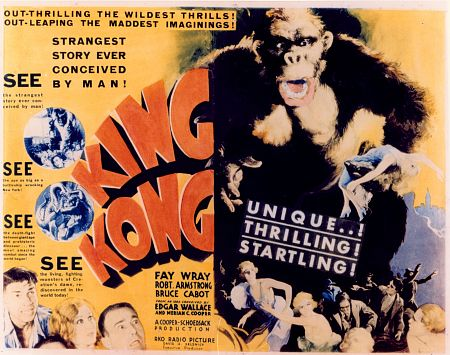
『キング・コング』のポスター

- NHK版初回放映：1960年12月25日『劇映画』
- フジテレビ版初回放映：1967年8月7日『テレビ名画座』
- TBS版初回放映：1981年11月8日『日曜ヒットスクリーン』

※日本語吹き替え版はいずれもDVDには未収録だったが、TBS版のみ2021年8月27日に有限会社フォワードから発売された「キング・コング 日本語吹替収録版」にて初収録となった。

## 製作

### 時代背景

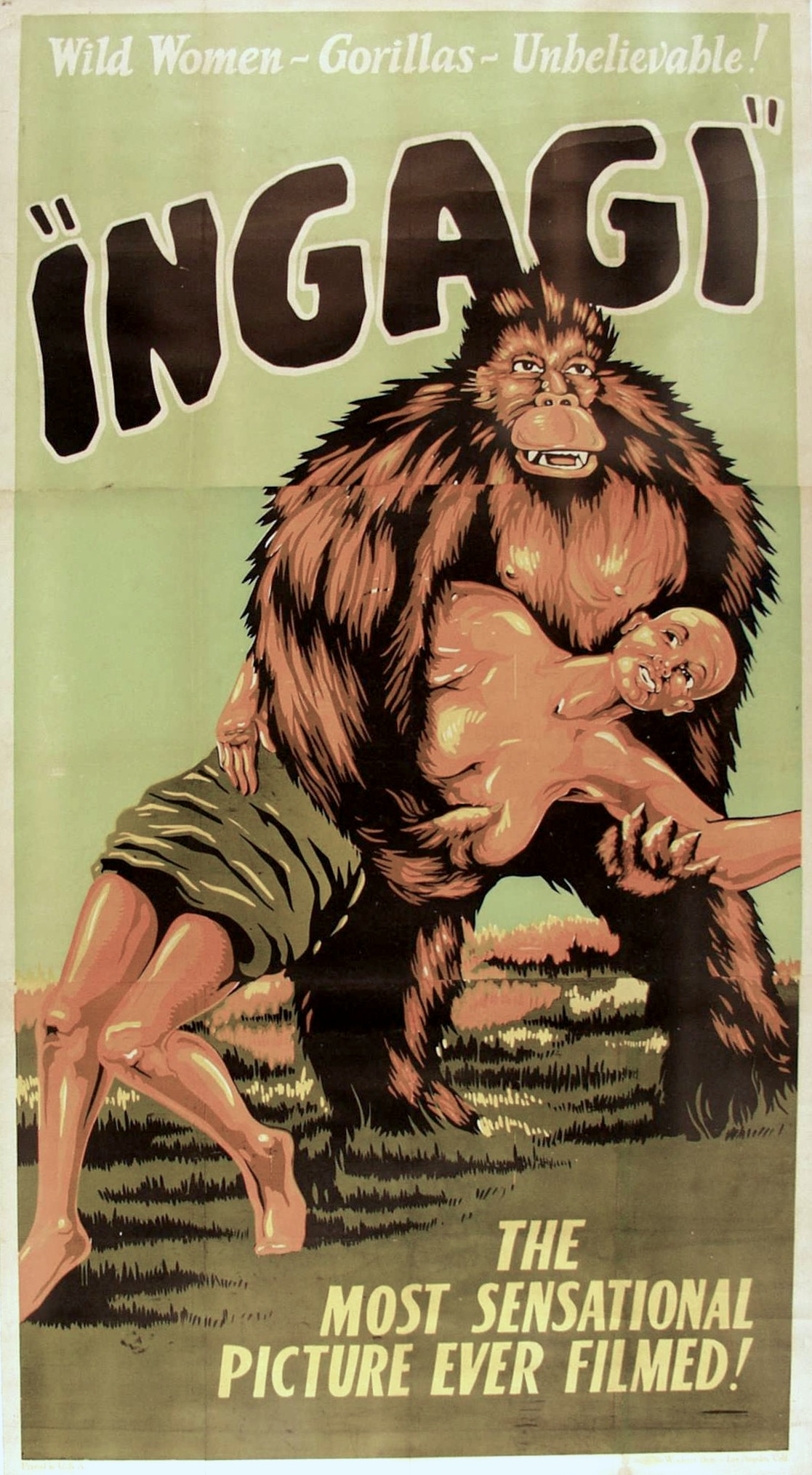
『インガギ』のポスター

『キング・コング』以前にも「ジャングル映画」の伝統が存在し、ドラマであれドキュメンタリーであれ、こうした映画では『Stark Mad』のように「研究のためにジャングルに向かった研究者・探検隊が森の中で怪物のような異形な生物を発見する」というパターンが確立していた。ジャングル映画では科学知識は常に覆され、それがジャンルの活力や魅力、耐久性に繋がっていた。
20世紀初頭に霊長類を飼育している動物園は少なかったため、「映画で霊長類を見たい」という人々が多数存在した。この要望に応える形で、リュミエール兄弟は西洋人が足を踏み入れたことのない場所に映画ドキュメンタリー班を派遣し、ジョルジュ・メリエスはトリック撮影を駆使して後年の『キング・コング』のような幻想的な映画を製作した。こうした中で1913年に『Beasts in the Jungle』がアメリカで公開され、同作のヒットにより『ターザン』などの類似するジャングル映画が多数製作された。その中でも1925年に製作された『ロスト・ワールド』は、後に『キング・コング』を手掛けるウィリス・オブライエンのチームによる特殊効果によって映画史に残る作品となった。また、『キング・コング』の共同監督アーネスト・B・シュードサックは『チャング』で猿を題材にした経験があり、『ランゴ』ではジャングルを舞台に猿を題材にした物語を描いている。1930年にはコンゴ・ピクチャーズが「生きた女性がマンモス・ゴリラの犠牲になった姿を描く、議論の余地のない本物のセルロイド・ドキュメント」と称するモキュメンタリー映画『インガギ』を製作した。同作は「黒人女性がゴリラと性行為した結果、極めて猿に近い子供を産む」という描写から、現代では人種差別的なエクスプロイテーション映画として認識されているが、公開当時は400万ドルの興行収入を記録し、1930年代に最も大きな興行成績を収めたヒット作品の一つだった。『キング・コング』の共同監督メリアン・C・クーパーは『インガギ』を『キング・コング』製作に影響を与えた作品には挙げていないものの、RKOが『キング・コング』の製作を承認した背景には『インガギ』に代表されるような「ゴリラ＋セクシーな女性＝莫大な利益」という図式が存在したといわれている。

### コンセプト

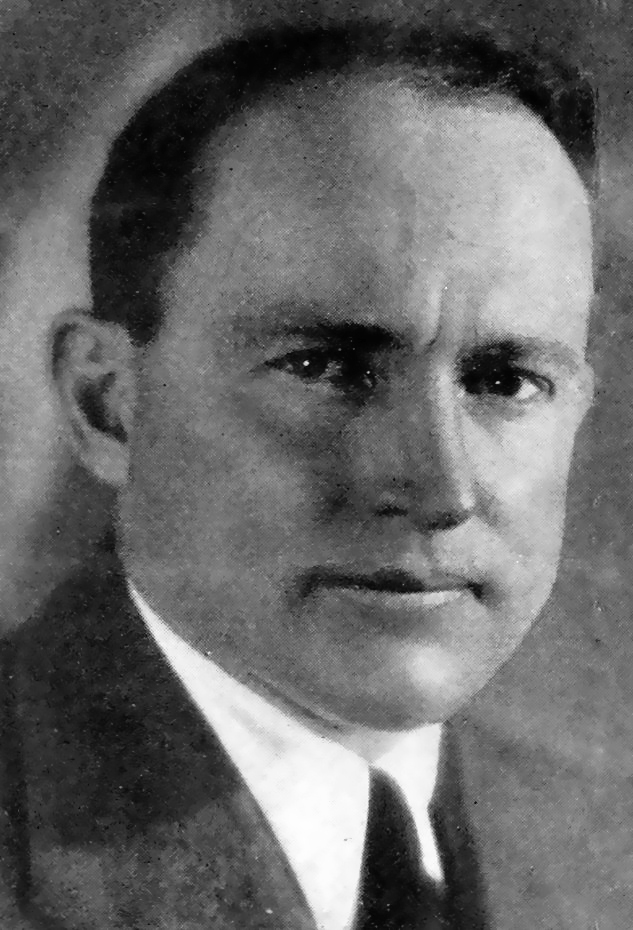
メリアン・C・クーパー

クーパーがゴリラに魅せられたのは、少年時代にポール・デュ・シャイユの『赤道アフリカの探検と冒険』を読んだことに始まり、『四枚の羽根』の撮影のためにアフリカのヒヒを研究したことがきっかけだった。彼はウィリアム・ダグラス・バーデンの『The Dragon Lizards of Komodo』を読み、「アフリカのゴリラとコモドオオトカゲが戦う」というシナリオを執筆した。シナリオではメインキャラクターをコモドオオトカゲと戦うゴリラ一頭に絞り、「ロマンス要素を軽視している」という批判に応えるために女性を探検隊メンバーに加えた。舞台は離島に設定され、ゴリラはニューヨークで劇的な最期を迎えることになっていた。
クーパーはパラマウント・ピクチャーズに脚本を売り込んだが、同社は世界恐慌の時期にアフリカやコモド島へのロケーション撮影が必要となる企画は「予算が膨大になる」という理由で難色を示した。その後、彼はデヴィッド・O・セルズニックの招きでRKOのエグゼクティブ・アシスタントに就任し、同時に「好きな映画を作って良い」と確約された。クーパーはすぐに『猟奇島』の製作に取り掛かり、シュードサックを監督に起用した。主演にはロバート・アームストロングとフェイ・レイを起用し、巨大なジャングルの撮影セットを作成した。同作の製作が軌道に乗ったころ、クーパーはオブライエンを招いて恐竜の住む島に漂着した人間の冒険を描く『Creation』の製作に取り掛かった。彼はオブライエンのストップモーション・アニメーションには感銘を受けなかったが、コモドオオトカゲの代わりにオブライエンの恐竜アニメーションとスタジオにあるジャングルの撮影セットを利用することで、自分が理想とするゴリラを題材にした映画を低コストで製作できることに気が付いた。コングがエンパイア・ステート・ビルディングで最期を迎えるという構想は、このころに思い付いたといわれている。RKO幹部はクーパーの企画に慎重な姿勢を見せたが、彼はフェイ・レイ、ロバート・アームストロング、ブルース・キャボットの起用と、オブライエンの恐竜の模型を持参したプレゼンテーションを行い、RKOから製作の承認を取り付けた。これを受けたクーパーは『Creation』の製作を中止し、同作のスタッフを『キング・コング』の製作に動員した。

### 脚本

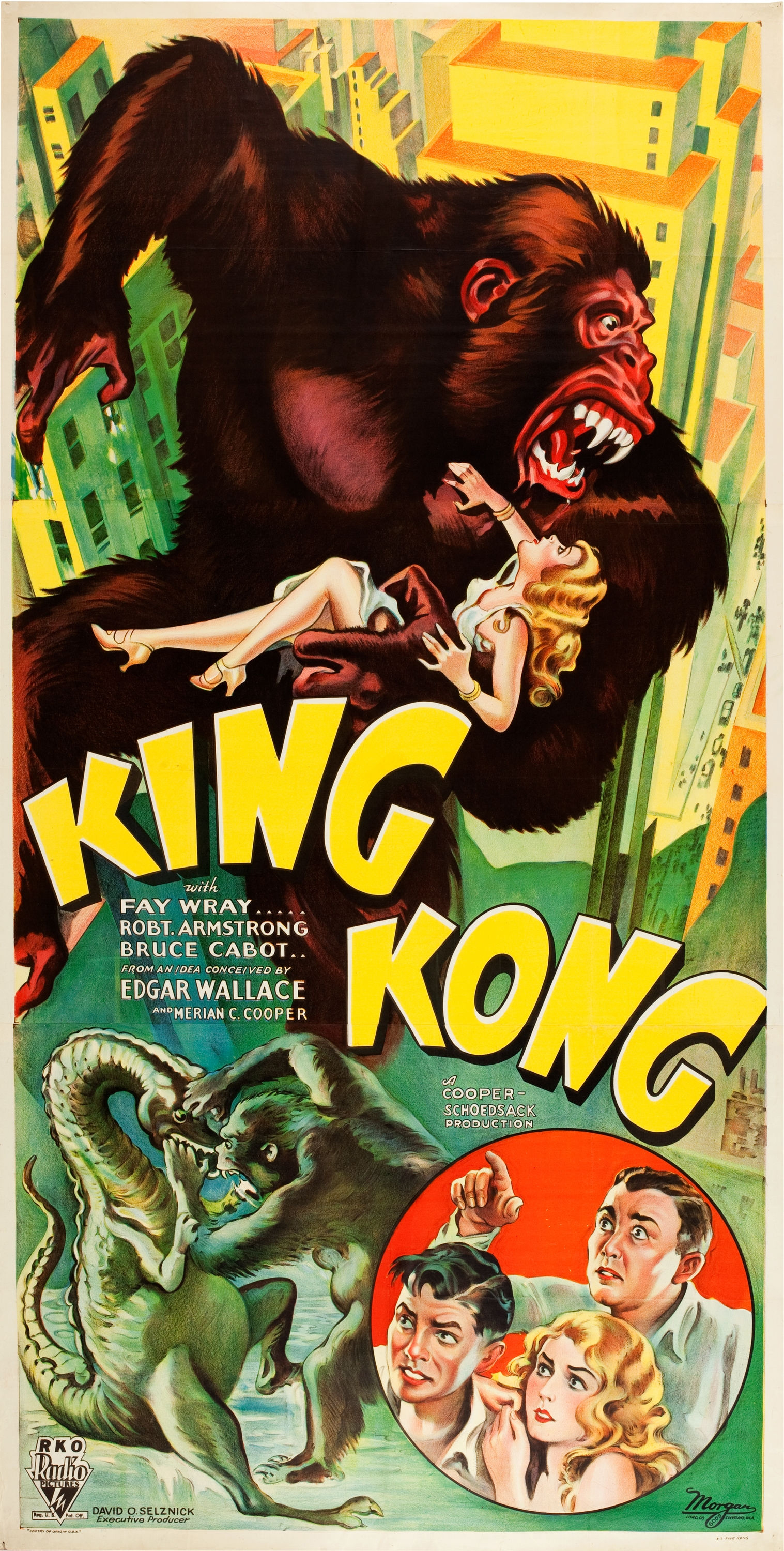
『キング・コング』のポスター

脚本家にはイギリスのベストセラー作家で、PKOに採用されたばかりのエドガー・ウォーレスが起用された。クーパーはウォーレス作品の商業的な魅力を理解しており、映画を「エドガー・ウォーレスの小説を原作にした映画」として宣伝することを計画した。ウォーレスは1932年1月1日から脚本の執筆を始め、同月5日に初稿『The Beast』を完成させた。クーパーは初稿に多くの追加作業が必要と考えていたが、ウォーレスは脚本修正を始めた直後の2月10日に死去している。ウォーレスの初稿は『キング・コング』には最終的に一切採用されなかったが、クーパーは契約時の約束を守り、『キング・コング』にウォーレスの名前をクレジットしている。
クーパーはウォーレスに代わり、『猟奇島』で脚本を手掛けるジェームズ・アシュモア・クリールマンを起用し、共同で『The Eighth Wonder』と題した複数の草稿を書き上げた。ウォーレスの初稿には「脱走した囚人を船で運ぶ」というシーンがあり、彼が描いた「猛獣ハンターのダンビー・デナム」は「映画監督カール・デナム」に、ヒロインの「シャーリー」は「アン・ダロウ」に、「シャーリーの恋人である囚人ジョン」は「一等航海士ジャック・ドリスコル」にそれぞれ変更された。デナムのキャラクターは、当時アフリカで危険動物を捕獲しヨーロッパで公開して時の人となっていたドイツの動物商カール・ハーゲンベックがモデルとなっている。また、このころに「美女と野獣」というコンセプトが脚本に盛り込まれた。コングが逃亡する場所はマディソン・スクエア・ガーデンを予定していたが、ヤンキー・スタジアムを経て、最終的にブロードウェイ劇場に変更された。ウォーレスの初稿にはコングの愛嬌を強調するシーンが存在したが、クーパーは「コングが硬派でタフな存在であれば、彼が死んだ時により素晴らしく悲劇的なシーンになる」と信じてウォーレスの描いたシーンを削除した。
その後、時間的な制約からクリールマンは『The Eighth Wonder』から離れて『猟奇島』の脚本執筆に専念することになった。彼の離脱後、RKOのスタッフライターのホレス・マッコイがクーパーに呼ばれ、「島の先住民」「巨大な壁」「生贄の美女」などの要素を脚本に盛り込んだ。レオン・ゴードンも執筆に参加していたが、2人とも名前はクレジットされていない。クリールマンは作業に復帰した際に「脚本に大げさなコンセプトが多く含まれている」という理由で、マッコイが盛り込んだ「神話的な要素」に拒否感を示したが、クーパーの判断で脚本に残すことになった。一方、セルズニックやRKO幹部は観客を飽きさせないためにコングを映画の早い段階で登場させるように求めたが、クーパーは「サスペンスフルな展開によって、コングの登場に観客を興奮させることができる」と主張して登場を遅らせるように説得した。
クリールマンの最終稿を確認したクーパーは、彼の脚本はテンポが遅くて着飾った台詞や長い説明シーンが多く、製作費が膨大な金額になるような内容になっていると感じた。このため、シュードサックの妻ルース・ローズが修正作業のため呼ばれ、彼女は脚本執筆の経験がないにもかかわらず、クーパーの要望を理解して不要なシーンを削除して脚本のスリム化に成功した。削除したシーンには、コングを髑髏島からニューヨークまで運ぶシーン（修正後は輸送シーンの説明がなく、すぐに髑髏島からニューヨークに場面転換する）がある。彼女は脚本修正の際、カール・デナムにクーパー、ジャック・ドリスコルに夫シュードサック、アン・ダロウに自分自身の人格を反映させている。また、台詞の変更も行い、新たにカール・デナムとアン・ダロウがニューヨークで初めて出会うシーンを作り出した。クーパーはローズの修正稿を高く評価し、『Kong』のタイトルを付けて製作を承認した。監督はクーパーとシュードサックが共同で務めることになったが、2人の製作スタイルが正反対（クーパーは時間をかけて丁寧に行い、シュードサックはスピーディーに行うスタイルだった）だったことから、最終的に2人は別々に作業を行うことに決め、クーパーはオブライエンのストップモーション・アニメーションと特撮作業の監督、シュードサックは俳優の会話シーンを監督した。

### キャスティング
フェイ・レイは『四枚の羽根』に出演したことでクーパー、シュードサックと面識を得ており、彼女は『猟奇島』でもヒロイン役に起用されている。『キング・コング』の製作が承認されると、クーパーはコングの黒い毛との対比を意識してヒロイン役にはブロンドの髪の女優を求め、ドロシー・ジョーダン、ジーン・ハーロウ、ジンジャー・ロジャースなどを候補に考えたが、最終的にフェイ・レイを起用し、彼女にブロンドのカツラを被せて演技させた。フェイ・レイは脚本の内容よりも、クーパーの熱意に押されて出演を決めたという。また、自伝『On the Other Hand』によると、クーパーからは「ハリウッドで最も背が高く、色が黒い主演俳優」との共演を伝えられた。彼女はクラーク・ゲーブルのことだと思っていたが、直後にエンパイア・ステート・ビルディングに登るコングの写真を見せられたという。
ロバート・アームストロングもフェイ・レイと同じく『猟奇島』に出演しており、撮影中にクーパーとシュードサックの側近の地位を手に入れ、『キング・コング』ではカール・デナム役に起用された。1933年代初頭のアニマル映画の興行成績が不振だったことから、『キング・コング』ではジャングルや動物といった要素よりも恋愛要素が強調され、デナムの腕の中にいるアンの宣伝画像に「Their Hearts Stood Still...For There Stood Kong! A Love Story of Today That Spans the Ages!」というキャッチコピーが添付された。映画ではアン（フェイ・レイ）とドリスコル（ブルース・キャボット）の恋愛が描かれたが、宣伝では無名のキャボットではなくスター俳優の地位を確立していたアームストロングの存在が強調されていた。一方のブルース・キャボットはセルズニックに才能を見出されて俳優デビューし、『猟奇島』のオーディションでクーパーと出会った。彼はそのまま『キング・コング』のオーディションに参加したが、「ジョエル・マクリーのスタントマン」のオーディションと勘違いして辞退しようとした（当初、ドリスコル役にはマクリーが検討されていた）。クーパーの説明で誤解が解けたキャボットはオーディションを受け、ドリスコル役に起用された。キャボットはデビューして間もなかったため演技が未熟で、『キング・コング』への出演については「正しい場所に立ち、言われた通りのことをやってギャラをもらった」と語っている。
ベンチャー号の船員役にはジェームズ・ダイムなどスタントマンや端役俳優が多く起用され、二等航海士ブリッグス役にはジェームズ・フレイヴィンが起用された。この他にコングに襲われた先住民の子供の母親役をエッタ・マクダニエル、ニューヨークのホテルでコングに殺される女性役をサンドラ・ショーが演じている。クーパーとシュードサックはそれぞれ飛行機のパイロット役、射撃手役として出演しているが、クレジットはされていない。

### コングの造形
RKOが試作版製作を承認後、マーセル・デルガドはクーパーとオブライエンの指示とデザインに基づき、身長18フィートのコング（当時の名称はジャイアント・テラー・ゴリラ）を1フィート＝1インチの縮尺でアーマチュアを製作した。模型はアルミニウム、発泡ゴム、ラテックス、ラビットファーを素材にした18インチの模型が2体、ニューヨークのシーンで使用する同素材で作られた24インチのアーマチュアが1体、エンパイア・ステート・ビルディングのシーンで使用する鉛と毛皮で作られた小型アーマチュアが1体作られている。この4体のうち2体（1体はテスト撮影用）が現存しており、それぞれピーター・ジャクソンとボブ・バーンズ3世が所有している。2009年にはロンドンのクリスティーズで12万1000ポンド（20万ドル）でアーマチュアが落札された。
コングの体形は、実際のゴリラの腹部と尻が突出したコミカルな体型を解消するため、スリム化されている。唇、眉毛、鼻はゴム製、目はガラス製で、アルミ製の頭蓋骨に開けられた穴に通した細いワイヤーで表情を動かしている。コングのゴム製の皮膚は撮影の際の照明で乾燥してしまうため、皮膚を何度も交換して顔の造形を作り直していた。頭部、首、上胸部から成る上半身のアーマチュアは木、布、ゴム、熊皮から作られ、デルガド、E・B・ギブソン、フレッド・リースが手掛けた。模型の内部では3人の男性スタッフが金属製のレバーや蝶番、エアコンプレッサーを使用して表情を動かしていた。牙の長さは10インチ、目玉は12インチの大きさで作られている。この巨大アーマチュアは台車で撮影セット間を移動していた。完全なコングの模型を作った場合、大きさは30-40フィートになると推定される。右手と右腕のアーマチュアはスチール、スポンジゴム、ゴム、熊皮で作られた。洞窟でコングがドリスコルを掴むシーンでは、コングの片方の腕はクレーンに取り付けられ、グリップ操作しており、もう一方の腕は指の関節が動くようになっており、アンを掴むシーンで使用されたコングの足も腕と同素材で作られ、クレーンに取り付けて人間を踏み潰すシーンで使用された。
謎の島の恐竜はコングと同じ手法でデルガドが作成し、アメリカ自然史博物館にあるチャールズ・R・ナイトの壁画を参考にしている。アーマチュアはRKOのマシンショップで製造され、綿、発泡ゴム、ラテックスシート、液体ラテックスが使用されている。恐竜の模型は1フィート＝1インチの縮尺で18インチから3インチの模型が作られた。いくつかの模型は『Creation』のために作られたものを流用しており、同じ恐竜の模型を2個から3個作ることもあった。ラテックス製の皮膚は長時間照明に当てると損傷するため、ジョン・チェラゾーリは模型を木で複製し、テスト撮影の際に使用していた。彼はアンやドリスコルなど人間の模型も木材で製作しており、この他にベンチャー号や列車、飛行機の模型も作られた。

### 特殊効果
『キング・コング』はストップモーション・アニメーション、マットペイント、リア・プロジェクション・エフェクト、ミニチュア撮影などデジタル時代以前の特殊効果が数多く使用された画期的な映画として知られている。謎の島に登場する有史以前の生物は、ウィリス・オブライエンと彼の助手バズ・ギブソンがストップモーション・アニメーションで作成している。ベンチャー号が到着した時の謎の島の背景はマットペインターのヘンリー・ヒリンク、マリオ・ラリナガ、バイロン・C・クラッベがガラスに描いており、このシーンでは様々な種類の鳥が合成され、船と俳優の背後にリア・プロジェクションされている。ミニチュアセットを用いたジャングルの背景はガラスを複数枚重ねて描くことで、木々が深く生い茂っている印象を観客に与える効果を生んだ。
特殊効果チームが最も苦労した部分は、実写部分とアニメーション部分を連動させ、人間と生物が違和感なく同一シーンに共存させることだった。シンプルな部分ではフレームの一部を露光させ、同じフィルムを再びカメラに通した後、フレームの他の部分を別の画像で露光することで違和感を取り除いた。複雑な部分の撮影ではダニング・プロセスとウィリアムズ・プロセスという2つの技法を用いて、トラベリング・マットという効果を生み出している。ダニング・プロセスは撮影監督のキャロル・H・ダニングが考案したもので、青色や黄色の光を使いフィルターをかけ、そのフィルターをモノクロフィルムに写す技法であり、この効果を得るためにカメラを二重パッキングして使用している。これにより、特殊効果チームは異なる2本のフィルムを組み合わせて合成ショットを作り出せるようになった。この技法は飛行機が墜落するシーンやコングの足元で先住民が逃げ回るシーンで使用された。一方、ウィリアムズ・プロセスは撮影監督のフランク・D・ウィリアムズが考案したもので、カラーライトのシステムを使用せず、ワイドショットにも対応できる。この技法はコングが丸太から人間を振り落とすシーンや、コングが城門を開けるシーンで使用された。このプロセスではプロジェクターとカメラを同期させた初めての装置であるオプチカル・プリンターを採用しており、これにより複数のフィルムを組み合わせて1枚の合成画像を作れるようになった。オプチカル・プリンターを使用することで前景、ストップモーション・アニメーション、実写映像、背景を一つの映像にまとめることが可能となった。
リア・プロジェクションは俳優とストップモーション・アニメーションを組み合わせる際に使用された。これは俳優の背後には半透明のスクリーンが置かれ、プロジェクターがスクリーンの裏面に映像を映し出す方法で撮影される。この半透明のスクリーンはシドニー・サンダースとフレッド・ジャックマンが発明している。この技法は木の上にいるアンの目の前でコングとティラノサウルスが戦うシーンで使用され、最初にストップモーション・アニメーションを撮影し、そのシーンをスクリーンに映し出す中で木の上にいるアンの実写シーンが撮影された。また、船員たちがステゴサウルスに襲われるシーンも同じ技法で撮影されている。また、オブライエンと彼のチームはミニチュアセットでリア・プロジェクションを使用する方法を考案し、セットの中に小さなスクリーンを組み込み、そこに実写映像を映し出した。撮影中はセット内のスクリーンが燃えないように扇風機が設置され、この技法でコングがドリスコルを掴もうとするシーンが撮影された。
長年にわたり「コングはスーツアクターが演じていた」と一部で報道されていたが、映画史家の間では「コングの登場シーンは全てアニメーションで作られた」という認識が定説となっている。

### 実写シーンの撮影
1932年5月から6月にかけて『猟奇島』のジャングルセットで初めてコングのシーンが撮影され、この時撮影したシーンの一部はRKO取締役会に提出するテストフィルムに使用された。ジャングルのシーン撮影時には脚本が完成しておらず、台詞の大半がアドリブだった。ジャングルの撮影セットは『猟奇島』完成後に取り壊す予定だったため、クーパーはジャングルのシーンをこの時に全て撮影している。7月にシュードサックはニューヨーク港でエスタブリッシング・ショットの撮影を始め、その間に先住民の村の撮影準備が進められ、ロングアイランドの海軍飛行場では飛行機の離陸・飛行シーンが撮影された。ニューヨークの風景はエンパイア・ステート・ビルディングから撮影したものを使用しており、またビルの所有者から係留用マストの図面を入手し、ハリウッドのサウンドステージに実物大の模型を作り撮影した。
8月に島の上陸シーンとガス爆弾のシーンがカリフォルニア州サンペドロで撮影された。先住民の村のシーンはカルバーシティにあるカルバー・スタジオで撮影され、先住民の集落は『南海の劫火』の撮影セットが流用されている。また、島の壁のセットは『キング・オブ・キングス』の撮影セットに巨大な門や銅鑼、原始的な彫刻などを施して使用した。アンが生贄の祭壇に連れて行かれるシーンは数百人のエキストラと350個の照明を使い夜に撮影され、連れて行かれるアンを追うためにクレーンにカメラを取り付けて撮影が行われた。撮影中はエキストラの持つ松明から火災が発生することを危惧したカルバー消防局の隊員たちが周辺に待機していた。撮影終了後、城門や壁のセットは『風と共に去りぬ』で再利用され、アトランタ炎上シーンの撮影で破壊された。ニューヨークでホテルの女性がコングに投げ落とされるシーンは、サウンドステージでコングの多関節ハンドを使用して撮影した。同時にホテルの部屋にいたポーカープレイヤーの男性がコングの顔を見て驚くシーンもコングの上半身模型を使い撮影されたが、このシーンは最終的にカットされている。
9月から10月にかけて、先住民の村の撮影シーンを撮り終えたシュードサックがサウンドステージに戻ってきた。彼は同ステージにベンチャー号の船室と甲板の撮影セットを作り、船上のシーンを撮影した。撮影を終えたシュードサックはサンペドロに戻り港のシーンを撮影した。ブロードウェイ劇場のシーンはシュライン・オーディトリアムを1日貸切って撮影されている。10月末にアンとドリスコルがエンパイア・ステート・ビルディングの最上階で再会するシーンを撮影して主要撮影が終了した。この時点でシュードサックの仕事は完了し、彼は新作映画『Arabia』を撮影するためシリアに向かったが、この企画は途中で中止された。

### ポストプロダクション
音響効果はマーレイ・スピヴァックが手掛けている。コングの声はライオンやトラの声を録音し、ミックスした声を逆再生している。また、「恋の呻き」はスピヴァックの唸り声をスロー再生したものを使用している。足音はスピヴァックが発泡スチロールを巻いたプランジャーを付けて砂利の入った箱を踏んだ音、ドラミングの音は背中にマイクを付けたアシスタントの胸をスピヴァックがドラムスティックで叩いた音を使用している。恐竜の声はエアコンプレッサーの音とスピヴァックの声をそれぞれ使用しており、ティラノサウルスの声はピューマの声を使用している。また、プテラノドンの声には鳥の声を使用し、船員の悲鳴はスピヴァックの声を使用している。アンの叫び声はフェイ・レイが1回のレコーディングで全て録音している。
映画音楽の作曲はマックス・スタイナーが手掛けたが、RKOは予算の都合上オリジナルスコアではなく他の作品の映画音楽を流用するように指示した。これに対し、クーパーはオリジナルスコアの必要性を感じ、スタイナーに5万ドルを支払いオリジナルスコアの作曲を依頼した。スタイナーは6週間で作曲を行い、46人編成のオーケストラでレコーディングを行った。この音楽はアメリカのトーキー映画のために書かれた最初の長編ミュージカルスコアであり、単なるBGMではなく初めてテーマに沿って作曲され、46人編成のオーケストラが動員された最初のスコアとなり、3つの用途（効果音、会話、音楽）に分けて録音された最初のスコアとして映画音楽史上に残る画期的なスコアとなった。また、スタイナーはオペラの手法を取り入れたライトモティーフを使用するなど、新しい映画音楽の手法を『キング・コング』に数多く取り入れた。

## 公開

### 劇場上映

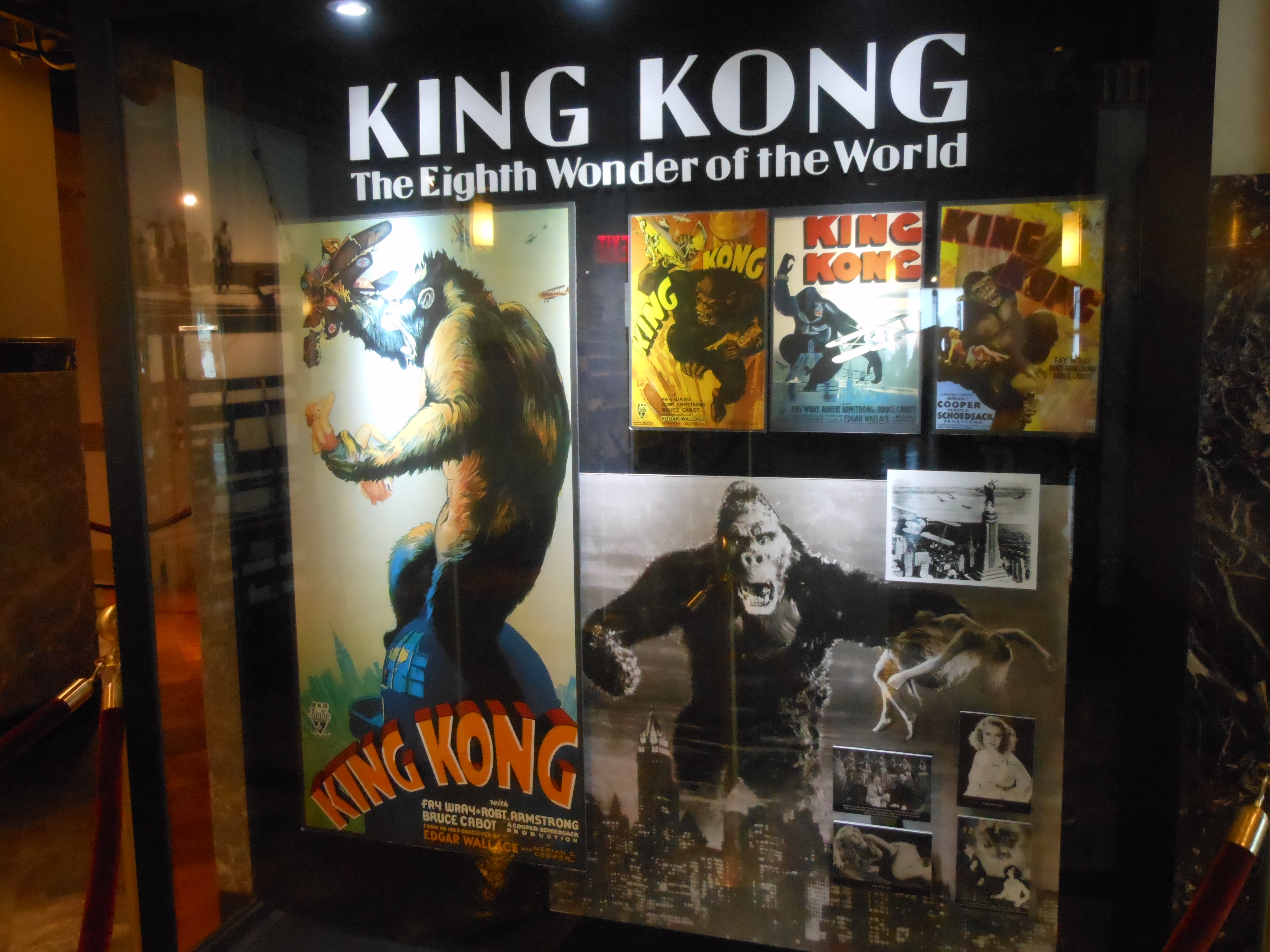
エンパイア・ステート・ビルディング内の『キング・コング』のコーナー

1933年3月2日、『キング・コング』はラジオシティ・ミュージックホール（6,200席）とRKOロキシー・シアター（3,700席）で公開され、上映前には「ジャングル・リズム」というステージショーが上演された。公開初日には行列ができ、チケット価格は1ドル35セントから1ドル75セントで、1日10公演のショーのチケットは最初の4日間で完売し、屋内イベントとして史上最高の観客動員数を記録した。4日間の興行収入は8万9,931ドルを記録している。同月23日にはグローマンズ・チャイニーズ・シアターでオフィシャル・ワールド・プレミアが行われた。劇場前にはコングの「巨大な頭部の胸像」が置かれ、上映前にはアフリカ系アメリカ人ダンサーによる「聖なる猿の踊り」など17演目が上演された。ワールド・プレミアにはキャスト・スタッフが出席したが、フェイ・レイは作中の自分の叫び声が過剰なものに感じていたという。4月10日にイギリスの復活祭に合わせて世界市場で公開された。その後、1938年、1942年、1946年、1952年、1956年に再上映されており、1956年の再上映後はWWOR-TVでテレビ放送が行われた。
日本では1933年9月14日に公開された。公開時には宣伝として鎌倉に巨大なキング・コングの造型物が設置された。
ナチス・ドイツでは上映禁止となり、検閲官は『キング・コング』について「ドイツ人の神経に対する攻撃」「ドイツの民族感情への侵害」と表現している。ナチ党幹部だったエルンスト・ハンフシュテングルによると、アドルフ・ヒトラーは『キング・コング』に「魅了され」、何度も鑑賞していたという。

### 自主規制と修復
1933年の公開後、ハリウッドではヘイズ・コードに基づく自主規制が行われ、その結果『キング・コング』の複数のシーンが本編からカットされた。カットされたシーンの例としては「ブロントサウルスが水上で船員たちを襲い、木の上に逃げた船員を食い殺すシーン」「コングがアンの服を脱がして指の匂いを嗅ぐシーン」「コングが先住民を食い殺したり踏み潰すシーン」「ニューヨークでコングが男性を噛み殺すシーン」「コングがアンと間違えた女性を掴み上げ、その後放り投げて殺すシーン」などが挙げられる。また、「巨大な昆虫やクモ、爬虫類、触手状の生物が、谷底に落ちた船員たちを食い殺すシーン」が追加撮影されていたが、「グロテスク過ぎる」と判断したRKOの指示で、公開前に本編からカットされた。このカットされたシーンについては数枚のスチール写真とプリプロダクション時の描画が残っているだけで、映像は「永遠に失われた」とされている。
RKOはカットしたネガフィルムを保管していなかったため、自主規制でカットされたシーンは失われたものと考えられていた。しかし、1969年にフィラデルフィアでカットされたシーンを含んだ16mmフィルムが発見され、このシーンを本編に繋いだことで初上映時の100分間のフィルムに復元された。復元版は1970年にヤヌス・フィルムズ配給で再上映された。これ以降、ユニバーサル・スタジオは20年以上の歳月をかけて『キング・コング』の光学修復作業を進めた。修復作業の基になったフィルムは1942年再上映版で、これは1937年に自主規制でカットされたシーンも含まれていたが、「映写時に縦方向に付いた酷い傷」が存在した。1980年代にイギリスで発見されたオリジナル版フィルムには、該当シーンが良質な状態で残っていることが判明している。2005年にワーナー・ブラザースは6年間にわたる世界各地での資料調査を終え、4Kスキャニングによるフルデジタル修復作業が終了した。修復版では4分間の序曲シーンが追加され、収録時間104分間のフィルムとなった。また、1980年代にはテレビ放送用にカラー化され、一部で物議を醸した。

## 評価

### 興行収入
『キング・コング』の初上映時の世界へのフィルム・レンタル料は500万ドルを記録した。週末興行収入は9万ドルを記録したが、公開第2週の興行収入は緊急銀行法の影響で最大50%減少した。初上映時の最終興行収入は185万6000ドル、収益は65万ドルを記録している。1952年の再上映前には世界へのフィルム・レンタル料は284万7,000ドル、このうち北米は107万ドル、収益は131万ドルを記録している。1952年の再上映では北米での興行収入は160万ドル、同地域でのフィルム・レンタル料の累計は390万ドルを記録した。スタジオの見積もりでは、これによる収益は250万ドルとなっている。

### 批評

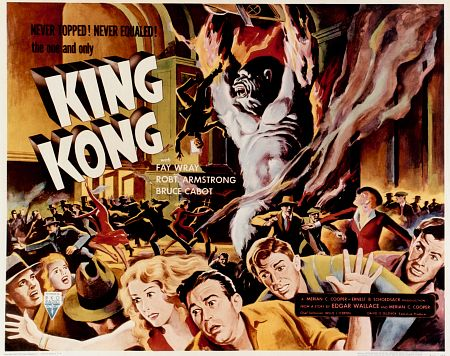
『キング・コング』のポスター

Rotten Tomatoesには64件の批評が寄せられ支持率98%、平均評価9/10となっており、「『キング・コング』は怪物の魂を探求し、観客が悲鳴を上げたり泣いたりする映画だが、それはコングの画期的な特殊効果によるところが大きい」と批評している。Metacriticでは12人の批評に基づき90/100の評価となっている。
バラエティ誌は『キング・コング』を力強い冒険映画と評しており、ニューヨーク・タイムズも魅力的な冒険映画と評している。ザ・ニューヨーカーのジョン・モッシャーは「バカバカしい」としながらも、「この映画には、確かに興味を惹かれるシーンが数多くある」と批評している。ニューヨーク・ワールド・テレグラムは「映画界で最も巧妙なカメラ・トリックを駆使した、あらゆるスクリーン・スリラーの中でも最高の作品の一つ」と批評している。シカゴ・トリビューンは「映画スタジオから登場した、最も独創的でスリリング、そして巨大な新しさの一つ」と批評している。
2002年2月3日、ロジャー・イーバートは『キング・コング』を『史上最高の映画』の一つに選び、「映画評論家ジェームズ・ベラーディネリが述べている通り、現代においてこの映画は技術や演技の進歩により、いくらか古くなっている。確かにその通りだが、特殊効果の部分には現代のコンピュータ技術で作られた完璧な映像にはない不気味さが存在する……出だしの遅さや朴訥な演技、辺り一面に響く叫び声を差し引いても、『キング・コング』には時代を超越した原始的な何かが存在し、それが上手く機能しているのだ」と批評している。

### 映画の解釈

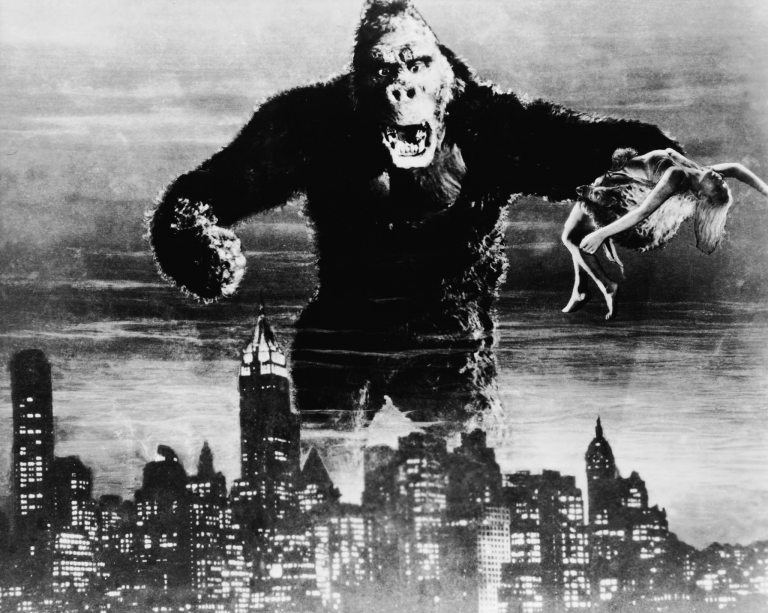
『キング・コング』のプロモーション・イメージ

19世紀から20世紀初頭にかけてアフリカ系人種は視覚的に猿のような描写をされていたが、これは人種的ステレオタイプに基づくメタファーであり、科学的人種主義の台頭によって描写は強化されていった。映画黎明期には、こうした視点に基づき人種対立を反映した描写が多く登場した。『キング・コング』は『美女と野獣』と比較されることが多いが、映画研究家の多くは『キング・コング』を「異人種間恋愛への戒めの物語」とみなしており、「黒さの担い手は人間から猿に置き換えられている」と指摘している。社会学的にもコングの存在は時代を映す鏡として採り上げられることも多く、「当時のアメリカの膨大な失業者」「黒人に対する白人側の恐怖」「母子が結びつく形での征服された性欲」などの他、様々な暗喩によって説明されている。また、当時のアメリカは世界恐慌の影響が残る時期であり、アンの身の上などにもそれがよく現れている。ヒットした背景にも、この経済的世情不安があったとの指摘も見られる。
こうした指摘に対して、クーパーとシュードサックはインタビューを通して「映画に隠されたメッセージは存在しない」と語っており、寓話的解釈を否定している。クーパーの死後に公表されたインタビュー記録の中で、彼は『キング・コング』の深い意味について語っている。クライマックスシーンの着想を得たきっかけについて「彼（クーパー）がマンハッタンのオフィスを出ようとした時に飛行機のモーター音が聞こえてきた。見上げると、街で最も高いビルの側を飛ぶ飛行機の翼に太陽の光が反射していた……彼は世界一高いビルの頂上に巨大ゴリラを配置し、それを武装した飛行機という最も現代的な武器で仕留めれば、現代文明に滅ぼされる原始人の物語を作れると考えたのだ」と書かれている。

### 受賞
『キング・コング』はアカデミー賞にはノミネートされなかった。セルズニックはオブライエンたちを視覚効果分野で特別賞に推薦しようとしたが、アカデミー側に拒否されている。当時は特殊効果に関する賞は存在せず、その後1938年にアカデミー視覚効果賞が設立された。『キング・コング』関連で唯一受賞したのは、半透明スクリーンを発明してアカデミー技術功労賞を受賞したシドニー・サンダースとフレッド・ジャックマンの2人だけだった。

### レガシー

大映による1952年のリバイバル上映時のポスターの一つ。この公開は、戦後の日本における初のモンスター映画の国内配給であった。

1975年にアメリカン・フィルム・インスティチュート(AFI)によって「アメリカ映画ベスト50」に選ばれ、1991年にはアメリカ議会図書館によって「文化的・歴史的・芸術的にきわめて高い価値を持つ」と判断されてアメリカ国立フィルム登録簿に登録された。
また、レイ・ハリーハウゼンや円谷英二が特撮の道に進むきっかけとなった作品としても知られ、1952年の再上映後は怪獣映画のパイオニア的存在となり、『原子怪獣現わる』『ゴジラ』などの怪獣映画に大きな影響を与えた。日本では和製キングコング映画も多く制作された（参照：キングコング＃日本版キングコング）。
AFIリスト
- アメリカ映画ベスト100：第43位[93][94]
- スリルを感じる映画ベスト100：第12位
- 情熱的な映画ベスト100：第24位
- アメリカ映画の名セリフベスト100：第84位（Oh, no, it wasn't the airplanes. It was Beauty killed the Beast.）
- 映画音楽ベスト100：第13位
- アメリカ映画ベスト100（10周年エディション）：第41位
- 10ジャンルのトップ10（ファンタジー映画）：第4位

## ソフト化
1984年にクライテリオン・コレクションからレーザーディスクが発売され、オーディオコメンタリーが収録された最初のレーザーディスク作品となり、映画史家のロナルド・ヘイヴァーがコメンタリーに出演した。1985年にイメージ・エンターテインメントから発売されたレーザーディスクには映画史家のポール・マンデルがコメンタリーに出演した。ストリーミングサービスのフィルムストラックではヘイヴァーのコメンタリーが配信されていた。1993年にターナー・エンターテインメントから発売された60周年記念版には、コングの胸を押すと咆哮音が出るフロントカバーが付属していた他、カラー化された本編と25分間のドキュメンタリー「It Was Beauty Killed the Beast」（1992年製作）も収録されていた。ドキュメンタリーはイギリス版DVDにも収録されており、カラー版本編はイギリス版・イタリア版DVDにも収録されている。1998年にワーナー・ホーム・ビデオから白黒版本編がVHSで再発売され、1999年にはワーナー・ブラザース・クラシック・レーベルからドキュメンタリーも収録したバージョンが再発売された。
2005年にワーナー・ブラザースはピーター・ジャクソン版『キング・コング』の公開に合わせ、1933年版のデジタル修復版を2枚組特別DVDとして発売した。DVDにはレイ・ハリーハウゼンとケン・ローストンのコメンタリー、フェイ・レイとクーパーのアーカイブ映像などが特典として収録された。2006年に同DVDがオーストラリアとニュージーランドでも発売され、2010年にはアメリカでデジブック収録のBlu-rayが発売された。2014年には他の3作品と合わせた「4 Film Favorites: Colossal Monster Collection」が発売されている。現在、ユニバーサル・スタジオは北米・イギリス・オーストラリア・ニュージーランド以外の地域における『キング・コング』のソフト販売権を所有している。同社が発売しているのは、2005年以前に修復された100分間バージョンのみとなっている。